# Where Are You Going
«Where Are You Going» es el primer sencillo del álbum Busted Stuff del grupo estadounidense de rock, Dave Matthews Band. El sencillo llegó al puesto #38 del Billboard Hot 100, al #20 del Modern Rock Tracks, y llegó al puesto número 1 de la lista Triple A. La canción fue incluida en la banda sonora de la película de 2002 de Adam Sandler, Mr. Deeds, al igual que en los tráileres de la película de 2008, Flash of Genius. "Where Are You Going" es tan solo una de dos canciones de Busted Stuff que originalmente no fueron parte de The Lillywhite Sessions.

## Lista de canciones
1. «Where Are You Going» (álbum) - 3:52
2. «Where Are You Going» (radio) - 3:46

## Posicionamiento
| Lista (2002)                   | Posición máxima |
| ------------------------------ | --------------- |
| US Billboard Hot 100           | 39              |
| US Billboard Pop Songs         | 33              |
| US Billboard Alternative Songs | 20              |
| US Billboard Adult Pop Songs   | 3               |
| US Billboard Triple A          | 1               |